# Frost-Kliff
Das Frost-Kliff ist ein steiles und teilweise vereistes Felsenkliff im westantarktischen Marie-Byrd-Land. Es ragt 3 km östlich des Mount Steinfeld an der Südseite der Wasserscheide zwischen den oberen Ausläufern des Hull- und des Kirkpatrick-Gletschers auf.
Der United States Geological Survey kartierte das Kliff anhand eigener Vermessungen und Luftaufnahmen der United States Navy aus den Jahren von 1959 bis 1965. Das Advisory Committee on Antarctic Names benannte es 1974 nach William L. Frost (* 1928), Leiter der Unterstützungsarbeiten der US Navy auf der McMurdo-Station im Jahr 1970.